# ГКПП Кайнарджа – Липница
Граничният контролно-пропускателен пункт Кайнарджа – Липница е граничен контролно-пропускателен пункт между село Кайнарджа в България и село Липница в Румъния. Открит е на 3 октомври 2017 г., като по този начин става 10-ият граничен контролно-пропусквателен пункт на границата между България и Румъния.
Работно време на двата гранични пункта от 08:00 до 20:00 часа. Има ограничение за международен превоз на хора и стоки до лимита на общо тегло 3,5 тона.
Откриването му е в изпълнение на подписаното през 2012 г. междуправителствено споразумение с Румъния за откриване на два нови ГКПП между двете държави в точките Кайнарджа – Липница и Крушари – Добромир. Решението за откриване му е взето от Министерския съвет на 22 ноември 2018 г.
На откриването присъстват министър-председателите Бойко Борисов и Михай Тудосе.
На 30 юни 2025 г. се очаква всички гранични пунктове с Румъния да бъдат закрити.